# 卡尼亚斯 (拉里奥哈自治区)
卡尼亚斯，是西班牙拉里奥哈自治区的一个市镇。总面积10平方公里，总人口125人（2001年），人口密度13人/平方公里。